# 나가야마 노리오
나가야마 노리오(일본어: 永山則夫, 1949년 6월 27일 ~ 1997년 8월 1일)는 1968년부터 1969년에 걸쳐 연속 피스톨 사살사건을 일으킨 범인으로 사형을 언도받아, 1969년부터 사형이 집행된 1997년까지 복역한 사형수이다. 복역중에 창작 활동을 통해 1983년에 소설 《나무다리》(木橋)로 제19회 신일본문학상을 수상했다.

## 출생 이후
1949년 6월 27일에 홋카이도 아바시리시에서 8남매의 7번째(4남)로 태어난다. 도박에 몰두한 아버지의 방탕한 생활로 인하여 가정은 붕괴된 상태였고, 1954년(당시 5세)에 어머니는 노리오를 포함한 아이 4명을 남기고 아오모리현 이타야나기정의 친정으로 도망쳤다. 남겨진 아이들은 넝마주이 등을 통해 가까스로 생계를 유지했지만, 이를 안타깝게 여긴 주민이 복지사무소에 통보하면서 이타야나기의 어머니에게 보내졌다.
1965년 3월에 이타야나기에서 도쿄로 취직한다. 이후에는 여러 직장을 전전했지만, 길게 일하지는 못했다.

## 연속 사살사건
미군숙사에서 훔친 권총으로 1968년 10월부터 11월에 걸쳐 도쿄, 교토, 하코다테, 나고야에서 4명을 한번에 사살한, 소위 ‘나가야마 노리오 연속 사살사건’ 또는 ‘연속 피스톨 사살사건’(광역중요지정 108호 사건)을 일으켰으며, 1969년 4월에 자신의 범행이 탄로날 것을 우려해 다른 사람을 살해하려다 미수에 그쳐 검거되었다. 이 사건은 1965년에 일어난 소년 소총마 사건에 자극받은 것으로 보는 견해도 있다. 4건 사이에 냉각기가 없으므로 연쇄살인이 아닌 연속살인으로 분류한다.
1969년 4월(당시 19세 10개월)에 도쿄에서 체포되었다. 1979년에 도쿄 지방재판소에서 사형을 선고받았다. 1981년에 도쿄 고등재판소에서 무기징역으로 감형되었지만, 1990년에 최고재판소에서 “가정 환경의 열악함은 분명 동정할 가치가 있으나, 형제들은 흉악범죄를 범하지 않았다”는 이유로 사형이 확정되었다. 이 사건에서 4명 이상을 살해하면 사형을 선고하는 나가야마 기준이 확립되었다.

## 작가로서의 활동
옥중에서 읽고 쓰기가 곤란한 상태였음에도 독학으로 집필 활동을 시작한 나가야마는, 1971년에 수필 《무지의 눈물》(無知の涙)과 《인민을 잊은 카나리아들》(人民をわすれたカナリアたち)을 발표했다. 인세는 피해자의 유족들에게 전달되었고, 이는 1981년의 고등재판소 판결에서 무기징역으로 감형되는 계기가 되었다.
1983년에는 소설 《나무다리》(木橋)로 제19회 신일본문학상을 수상했다. 1990년에는 아키야마 슌과 가가 오토히코의 추천으로 일본문예가협회에 입회를 신청했지만, 협회 이사회에서 사에키 쇼이치, 스기모리 히사시데 등의 이사 일부가 나가야마가 살인사건의 형사피고인이기 때문에 입회를 반대했으므로 입회가 불허되었다. 이에 항의한 나카가미 겐지, 쓰쓰이 야스타카, 가라타니 고진이 일본문예가협회에서 탈퇴하기도 했다. 나가야마는 1996년에 독일 자를란트주 작가동맹에 정식으로 입회했다.
옥중에서 수필이나 단카를 발표하는 사형수는 많지만, 자신의 죄를 인정하고 그를 객관적으로 돌아보는 식의 창작활동을 통해 문단에서 일정한 지위를 획득한 나가야마는 보기 힘든 경우라고 할 수 있다.

## 처형 이후
1997년 8월 1일에 도쿄 구치소에서 사형이 집행되었다. 향년 48세.
생전에 나가야마는 지인에게 “형이 집행될 때는 전력으로 저항한다”고 말했다. 실제로 여러명은 처형시에 격렬하게 저항했다고 증언했다. 나가야마의 사체가 구치소 내에서 바로 화장된 것도 이때문이라는 이야기가 있다.
사형이 집행된 해의 6월 28일에 체포된 고베 연속 아동 살상사건의 범인이 소년(당시 14세 11개월)이었던 것이 나가야마의 사형 집행에 적지 않은 영향을 주었다고 보는 사람도 많다. 소년법으로 소년 범죄의 가해자가 보호되는 것에 대한 여론의 반발이 높아지는 것에 따라, 미성년일 때에 범죄로 사형수가 된 나가야마의 사형을 집행시켜 그 반발을 유화시키자고 하는 것이 아니냐는 제기가 있었다.
나가야마의 영결식은 도쿄도 분쿄구의 린센 사에서 거행되었으며, 상주는 도쿄 고등재판소에서 파기환송심과 이후 상고심에서 변호를 맡은 엔도 마코토 변호사가 맡았다. 나가야마의 유언에 의하여, 화장 후 유골은 엔도 변호사에 의해 고향의 오호츠크해에 뿌려졌다.
사후에 변호인들에 의해 ‘나가야마 어린이 기금’이 창설되었다. 이는 저작 인세를 일본과 세계의 가난한 아이들에게 기부하고 싶다고 한 나가야마의 유언으로 설립된 것으로, 빈곤함이 범죄로 연결되는 것을 막고자 하는 소원이 담겨 있다.

## 주요 작
- 수필
  - 《무지의 눈물》(無知の涙, 1971년)
  - 《인민을 잊은 카나리아들》(人民をわすれたカナリアたち, 1971년)
  - 《사랑인가―무인가》(愛か－無か, 1973년)
  - 《동요기1》(動揺記１, 1973년)
  - 《반―데라야마 슈지 론》(反－寺山修司論, 1977년)
- 소설집
  - 《나무다리》(木橋, 1984년) - 제19회 신일본문학상 수상작
  - 《버려진 아이 놀이》(捨て子ごっこ, 1987년)
  - 《어째서, 바다》(なぜか、海, 1989년)
  - 《이수》(異水, 1990년)
- 소설
  - 《소련의 방랑예술인》(ソオ連の旅芸人, 1986년)
  - 《사형의 눈물》(死刑の涙, 1988년)
  - 《꽃》(華, 1997년)

## 같이 보기
- 나카무라 사토루 - 마찬가지로 사형 판결 후 창작 활동을 한 살인자.